# Petra Schersing
Petra Schersing (f. Müller), född den 18 oktober 1965 i Quedlinburg, Östtyskland, är en östtysk före detta friidrottare som under 1980-talet tävlade i medeldistanslöpning.
Schersing var en av 1980-talets största stjärnor på 400 meter och hennes personliga rekord 49,30 s är fortfarande en världstid. Trots detta hamnade hon i skuggan av samtida löpare som Olga Vladikina-Brizgina, Marita Koch och Jarmila Kratochvílová.
Schersing har totalt åtta medaljer utomhus varav fyra är i stafett 4 x 400 meter. Individuellt har hon ett OS-silver på 400 meter från OS 1988 i Seoul och ett silver på 400 meter från VM 1987 i Rom. Båda gångerna slagen av Vladikina-Brizgina.
Inomhus har hon ett EM-guld från Budapest 1988 och ett EM-silver från Madrid 1986, båda på 400 meter. I inomhus-VM kom hon som bäst fyra i VM i Indianapolis 1987 på 400 meter.